# 東頭 (選區)
東頭（英語：Tung Tau，代號H08）是香港黃大仙區議會下轄的選區，1982年設立，1991年定為單議席，2023年取消，末任區議員為神州青年服務社社員溫子衆。

## 範圍及名稱
選區位於黃大仙區南部，由兩部分組成，包括東頭邨南部大部分樓宇（除富東樓、泰東樓、耀東樓、裕東樓、振東樓及貴東樓）、由東頭邨重建而成的東匯邨、鄰近九龍城的御．豪門以及地契上屬於九龍城的豪門、以及實際位於新蒲崗的譽港灣、越秀廣場和附近樓齡逾四、五十年唐樓，新蒲崗部分範圍於2011年劃入東頭選區。選區名稱來自區內的東頭邨，與其相連的選區有東美、新蒲崗以及屬九龍城區議會的龍城、啟德中及南選區，投票站設於東頭社區中心。而香港城市規劃中，由獅子山的山麓經橫頭磡至東頭範圍合為一個名為橫頭磡及東頭的規劃區。

## 沿革
東頭選區首次出現於1982年區議會選舉，當時包括東頭邨、美東邨、東頭平房區、衙前圍村等地，除第一屆區區議會（1982-1985年）為單議席選區外，至1991年之前一直是一個雙議席選區。當屆選舉由時任至德公立學校校長鍾熙然以八成得票打敗對手孔志深並成為本區第一任區議員。
1985年區議會選舉及1988年區議會選舉由馮光中及莫應帆當選為東頭選區區議員，而莫應帆身份亦由公共房屋政策評議會改為1986年成立的民協。其中1985年鍾熙然及蔡錦亦有參選，然而得票少於馮莫而未能當選（馮3,105，莫2,293，鍾1,938及蔡1,286）。而1988年由於未有其他參選人，馮莫二人自動當選。
1980年代後期東頭邨清拆重建，人口遷出而減少，故東頭選區於1991年區議會選舉減為一個議席，是屆選舉由兩位當區議員爭取連任，結果由馮光中以百餘票打敗莫應帆。惟莫應帆於其後的市政局選舉（當年兩個選舉分別於3月及5月舉行）勝出本區所在的黃大仙南議席，故仍可在邨內活躍。
1993年港督彭定康推行政改方案改革區議會，取消所有委任議席及雙議席選區制度，全面實行單議席單票制，並改由選區分界及選舉事務委員會制定，區議會選區數目亦因應人口變動而大幅增加，由於東頭邨重建後人口增加，原有東頭選區依東隆道南北為界，劃為東頭及東美兩個選區。
1994年區議會選舉，馮光中以自由黨身份自動當選，而莫應帆則出選東美選區。1999年及2003年區議會選舉，退出自由黨的馮光中連續兩次自動當選；其中2003年區議會選舉將東頭邨柏東樓由毗鄰的東美選區納入東頭選區。
2007年區議會選舉，東美選區吸納啟德花園之後人口過多，故此將東頭邨偉東樓及榮東樓納入東頭選區。社民連派出呂永基與接棒馮光中的民建聯李德康，但呂只取得1,060票敗於李的1,895票。
2011年區議會選舉，由於新蒲崗選區人口過多，譽港灣及越秀廣場附近範圍納入本區，李德康爭取連任，由於只有一人參選，故此李氏自動當選。2012年至2015年，李德康捲入黃大仙區議會撥款醜聞，被揭發向兩個與自己有密切聯繫的組織批出撥款，涉事款項超過150萬元。
2015年區議會選舉，李德康等待再度自動當選之際，張百恒以獨立身份於參選期最後一日空降報名，結果李以六成半得票當選。
2019年區議會選舉，選區範圍維持不變。任職機場地勤的人民力量成員溫子衆首次參選（亦為神州青年服務社成員），並以163票之差成功擊敗爭取連任的李德康，令人民力量相隔八年來再度奪得區議會議席。而溫子衆亦是繼2011年麥業成之後，第二位以人民力量名義參選並成功當選的人民力量成員（當時譚香文於2013年4月24日以前綫身分加入人民力量，任執委，成為人民力量的區議員，但其後前綫退出人民力量。）然而在2021年4月10日，人民力量特別會議大比數通過反對現任區議員跟從政府要求的宣誓，同日溫子衆宣佈將會退黨。直至同月26日溫子衆正式向人民力量遞交退黨信，並於2021年4月28日生效。2021年7月12日，因應政府計劃追討協助民主派初選區議員的酬金津貼傳聞所帶動的區議員辭職潮中，溫子衆辭去區議員職務。

## 歷屆議員
| 屆別                  | 議員   | 政治聯繫 | 政治聯繫                  | 議員                              | 政治聯繫                          | 政治聯繫                          |
| --------------------- | ------ | -------- | ------------------------- | --------------------------------- | --------------------------------- | --------------------------------- |
| 1982年－1985年        | 鍾熙然 |          | 無黨籍                    | 定為單議席選區                    | 定為單議席選區                    | 定為單議席選區                    |
| 1985年－1988年        | 馮光中 | 莫應帆   | 無黨籍                    |                                   | 公屋評議會 → 民 民協              |                                   |
| 1988年－1991年        | 馮光中 | 莫應帆   | 無黨籍                    |                                   | 民 民協                           |                                   |
| 1991年－1994年        | 馮光中 |          | 公民協會                  | 分拆出東美選區後， 改為單議席選區 | 分拆出東美選區後， 改為單議席選區 | 分拆出東美選區後， 改為單議席選區 |
| 1994年－1999年        | 馮光中 |          | 自由黨                    | 分拆出東美選區後， 改為單議席選區 | 分拆出東美選區後， 改為單議席選區 | 分拆出東美選區後， 改為單議席選區 |
| 2000年－2003年        | 馮光中 |          | 無黨籍                    | 分拆出東美選區後， 改為單議席選區 | 分拆出東美選區後， 改為單議席選區 | 分拆出東美選區後， 改為單議席選區 |
| 2004年－2007年        | 馮光中 |          | 無黨籍                    | 分拆出東美選區後， 改為單議席選區 | 分拆出東美選區後， 改為單議席選區 | 分拆出東美選區後， 改為單議席選區 |
| 2008年－2012年        | 李德康 |          | 民建聯                    | 分拆出東美選區後， 改為單議席選區 | 分拆出東美選區後， 改為單議席選區 | 分拆出東美選區後， 改為單議席選區 |
| 2012年－2015年        | 李德康 |          | 民建聯                    | 分拆出東美選區後， 改為單議席選區 | 分拆出東美選區後， 改為單議席選區 | 分拆出東美選區後， 改為單議席選區 |
| 2016年－2019年        | 李德康 |          | 民建聯                    | 分拆出東美選區後， 改為單議席選區 | 分拆出東美選區後， 改為單議席選區 | 分拆出東美選區後， 改為單議席選區 |
| 2020年－2021年7月12日 | 溫子衆 |          | 人民力量／神州社 → 神州社 | 分拆出東美選區後， 改為單議席選區 | 分拆出東美選區後， 改為單議席選區 | 分拆出東美選區後， 改為單議席選區 |
| 2021年7月13日－2023年 | 懸空   | 懸空     | 懸空                      | 分拆出東美選區後， 改為單議席選區 | 分拆出東美選區後， 改為單議席選區 | 分拆出東美選區後， 改為單議席選區 |

## 歷屆選舉結果
| 政党   | 政党     | 候选人    | 票数  | %     | ±      |
| ------ | -------- | --------- | ----- | ----- | ------ |
|        | 民建聯   | 1. 李德康 | 3,659 | 48.91 | +949   |
|        | 人民力量 | 2. 溫子衆 | 3,822 | 51.09 | 不適用 |
| 多数票 | 多数票   | 多数票    | 163   | 2.18  | 不適用 |

| 政党   | 政党   | 候选人    | 票数  | %     | ±      |
| ------ | ------ | --------- | ----- | ----- | ------ |
|        | 無黨派 | 1. 張百恒 | 1,448 | 34.82 | 不適用 |
|        | 民建聯 | 2. 李德康 | 2,710 | 65.18 | 不適用 |
| 多数票 | 多数票 | 多数票    | 1,262 | 30.36 | 不適用 |

| 政党   | 政党   | 候选人 | 票数     | %      | ±      |
| ------ | ------ | ------ | -------- | ------ | ------ |
|        | 民建聯 | 李德康 | 自動當選 | 不適用 | 不適用 |
| 多数票 | 多数票 | 多数票 | 不適用   | 不適用 | 不適用 |

| 政党   | 政党   | 候选人    | 票数  | %     | ±      |
| ------ | ------ | --------- | ----- | ----- | ------ |
|        | 社民連 | 1. 呂永基 | 1,060 | 35.87 | 不適用 |
|        | 民建聯 | 2. 李德康 | 1,895 | 64.13 | 不適用 |
| 多数票 | 多数票 | 多数票    | 835   | 28.26 | 不適用 |

| 政党   | 政党   | 候选人 | 票数     | %      | ±      |
| ------ | ------ | ------ | -------- | ------ | ------ |
|        | 無黨派 | 馮光中 | 自動當選 | 不適用 | 不適用 |
| 多数票 | 多数票 | 多数票 | 不適用   | 不適用 | 不適用 |

| 政党   | 政党   | 候选人 | 票数     | %      | ±      |
| ------ | ------ | ------ | -------- | ------ | ------ |
|        | 無黨派 | 馮光中 | 自動當選 | 不適用 | 不適用 |
| 多数票 | 多数票 | 多数票 | 不適用   | 不適用 | 不適用 |

| 政党   | 政党   | 候选人 | 票数     | %      | ±      |
| ------ | ------ | ------ | -------- | ------ | ------ |
|        | 自由黨 | 馮光中 | 自動當選 | 不適用 | 不適用 |
| 多数票 | 多数票 | 多数票 | 不適用   | 不適用 | 不適用 |

| 政党   | 政党     | 候选人 | 票数  | %     | ±      |
| ------ | -------- | ------ | ----- | ----- | ------ |
|        | 公民協會 | 馮光中 | 2,780 | 50.93 | 不適用 |
|        | 民協     | 莫應帆 | 2,678 | 49.07 | 不適用 |
| 多数票 | 多数票   | 多数票 | 102   | 1.87  | 不適用 |

| 政党   | 政党   | 候选人 | 票数     | %      | ±      |
| ------ | ------ | ------ | -------- | ------ | ------ |
|        | 民協   | 莫應帆 | 自動當選 | 不適用 | 不適用 |
|        | 無黨派 | 馮光中 | 自動當選 | 不適用 | 不適用 |
| 多数票 | 多数票 | 多数票 | 不適用   | 不適用 | 不適用 |

| 政党   | 政党       | 候选人 | 票数  | %     | ±      |
| ------ | ---------- | ------ | ----- | ----- | ------ |
|        | 無黨派     | 馮光中 | 3,105 | 36.01 | 不適用 |
|        | 公屋評議會 | 莫應帆 | 2,293 | 26.59 | 不適用 |
|        | 無黨派     | 鍾熙然 | 1,938 | 22.48 | 不適用 |
|        | 無黨派     | 蔡錦   | 1,286 | 14.92 | 不適用 |
| 多数票 | 多数票     | 多数票 | 355   | 4.12  | 不適用 |

| 政党   | 政党   | 候选人 | 票数  | %     | ±      |
| ------ | ------ | ------ | ----- | ----- | ------ |
|        | 無黨派 | 鍾熙然 | 2755  | 80.60 | 新選區 |
|        | 無黨派 | 孔志深 | 663   | 19.40 | 新選區 |
| 多数票 | 多数票 | 多数票 | 2,092 | 61.21 | 新選區 |

## 資料來源與註釋
1. ↑   (PDF).   [2019-12-05]. （原始内容存档 (PDF)于2020-11-30）.
2. ↑   (PDF). 香港特區政府憲報.   [2019-12-05]. （原始内容 (PDF)存档于2020-08-20）.
3. ↑   (PDF). 香港特區政府憲報.   [2015-09-25]. （原始内容存档 (PDF)于2015-11-22）.
4. ↑   (PDF).   [2022-10-19]. （原始内容存档 (PDF)于2022-10-19）.
5. ↑  . 蘋果日報. 2015-06-07  [2015-09-25]. （原始内容存档于2019-08-19） （中文（香港））.
6. ↑  2019年香港區議會選舉-黃大仙區議會-選舉結果 （页面存档备份，存于），選舉委員會官方網頁。